# Wind Song
Wind Song (en español Canción del viento) fue un yate a motor de cuatro mástiles utilizado como crucero por Windstar Cruises desde 1987 hasta 2002, cuando el barco sufrió un incendio en la sala de máquinas.
El Wind Song pertenecía a una clase inusual de solo tres barcos (Wind Star, Wind Spirit y Wind Song), diseñados como un crucero moderno pero que llevaban un elaborado sistema de velas controladas por computadora en cuatro mástiles. El itinerario habitual del barco era un crucero entre islas en la Polinesia Francesa y en las islas Bahamas.

## Hundimiento

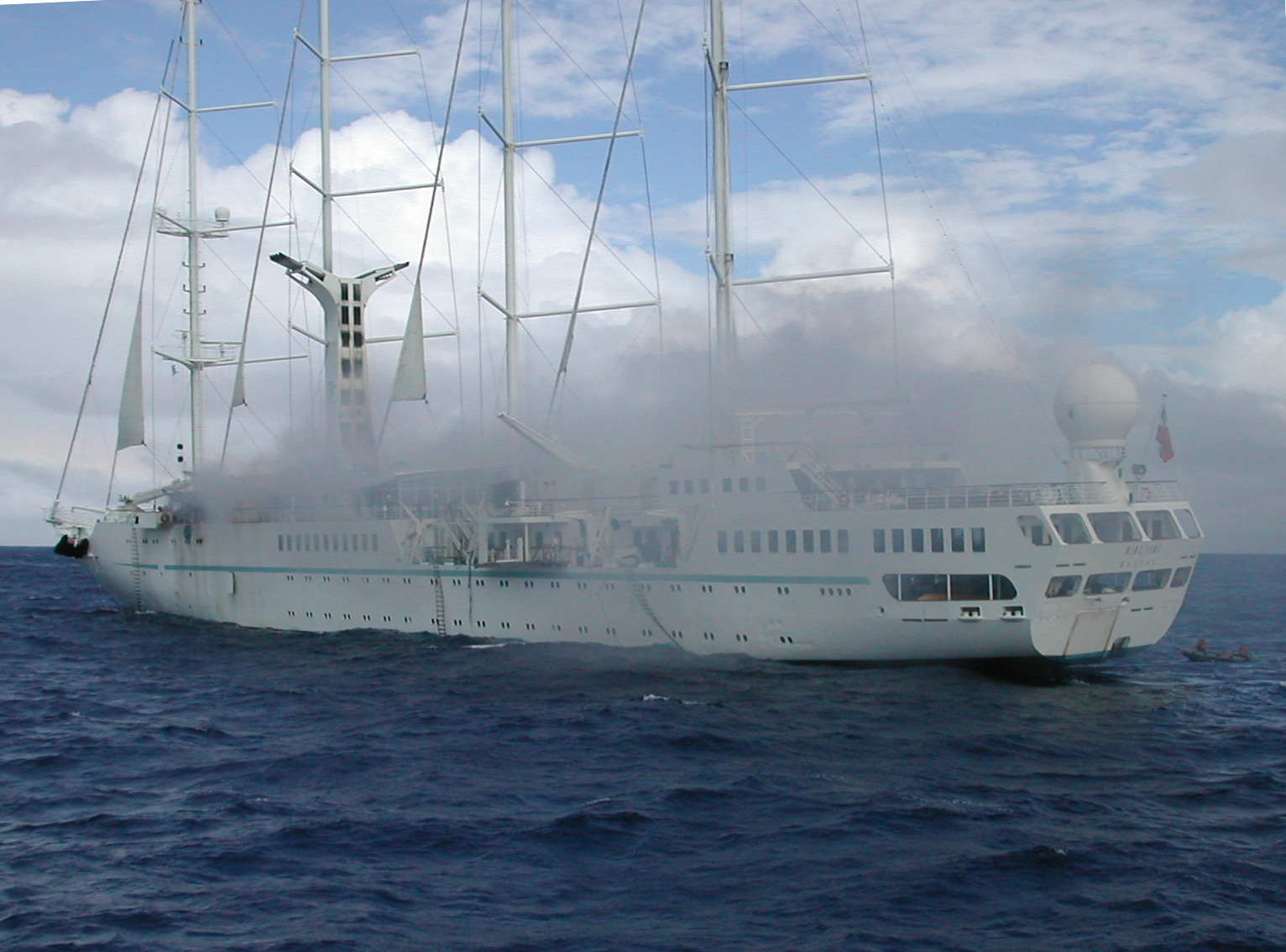
Wind Song incendiándose

El 1 de diciembre de 2002, según el relato de primera mano de un pasajero, un incendio en la sala de máquinas obligó a los pasajeros a subir a los botes salvavidas a las 3:15 a. m, donde esperaban permanecer solo hasta que el fuego estuviera bajo control. A las 5:04 a. m. se escuchó una pequeña explosión desde la parte delantera del barco y el capitán dio la orden de abandonar el barco. Los 127 pasajeros y 92 miembros de la tripulación fueron evacuados sanos y salvos. Los pasajeros fueron transportados en ferry rápido a Raiatea, una isla cercana, donde llegaron aproximadamente a las 8 a. m.. En el transcurso de ese día, volaron en vuelos regulares y chárter de Air Tahiti a Papeete.
La Armada francesa apagó el fuego y remolcó el barco hasta Papeete, donde el examen mostró daños extensos en los espacios de ingeniería, aunque las áreas de pasajeros estaban prácticamente intactas. Posteriormente, la Armada exigió una compensación por sus servicios, y el gobierno de la Polinesia Francesa confiscó el Wind Song. Sin embargo, tanto Holland America Line (propietaria de Windstar Cruises en ese momento, una subsidiaria de Carnival Corporation & plc) como Carnival Corporation & plc no estaban dispuestas a pagar los costes involucrados, e incluso el desguace era antieconómico, debido al pequeño tamaño del barco y la lejanía de los desguazadores de barcos en India, China y otros lugares.
El 22 de enero de 2003, con el acuerdo de Holland America y Carnival, el presidente del Gobierno territorial de la Polinesia Francesa, Gaston Flosse, ordenó el hundimiento del Wind Song. Esa noche, el barco fue remolcado hasta el Mar de la Luna, entre Tahití y Moorea, y se hundió a 9.843 pies de profundidad, a una latitud de 17,45 S y una longitud de 149,48 W.